# Communauté de communes Lodévois et Larzac
La Communauté de communes Lodévois et Larzac est une communauté de communes française, située dans le département de l'Hérault et la région Occitanie.
Elle fait partie du Pays Cœur d'Hérault. Son territoire est composé de 28 communes pour 15 000 habitants rassemblés autour de projets communs. Un territoire à majorité rurale avec une ville-centre : Lodève.
Le territoire est traversé par des axes de communication majeurs : l'autoroute A75 qui relie le territoire aux pôles de Montpellier et de Millau.
La communauté de communes héberge également plusieurs sites touristiques : le lac du Salagou, le cirque de Navacelles, la grotte de Labeil, le prieuré Saint Michel de Grandmont, ou le cirque du Bout du Monde. Lodève accueille également un musée.

## Historique
Elle est constituée par la fusion en décembre 2008 (arrêté préfectoral du 10 novembre 2008) de la communauté de communes du Lodévois, de la communauté de communes du Lodévois - Larzac et de deux communes isolées, Celles et Saint-Michel.

## Territoire communautaire

### Géographie
Elle est située dans la vallée de la Lergue ainsi que la partie héraultaise du plateau du Larzac. Territoire limitrophe avec les départements du Gard et de l'Aveyron.

### Composition
La communauté de communes est composée des 28 communes suivantes :

| Nom                                      | Code Insee | Gentilé              | Superficie (km2) | Population (dernière pop. légale) | Densité (hab./km2) |
| ---------------------------------------- | ---------- | -------------------- | ---------------- | --------------------------------- | ------------------ |
| Lodève (siège)                           | 34142      | Lodévois             | 23,17            | 7 202 (2022)                      | 311                |
| Le Bosc                                  | 34036      | Boscois              | 28,13            | 1 406 (2022)                      | 50                 |
| Le Caylar                                | 34064      | Caylarés             | 22,08            | 462 (2022)                        | 21                 |
| Celles                                   | 34072      | Cellois              | 7,56             | 25 (2022)                         | 3,3                |
| Le Cros                                  | 34091      | Croisais             | 22,45            | 57 (2022)                         | 2,5                |
| Fozières                                 | 34106      | Foziérais            | 5,43             | 193 (2022)                        | 36                 |
| Lauroux                                  | 34132      | Lauroussiens         | 26,42            | 208 (2022)                        | 7,9                |
| Lavalette                                | 34133      | Lavalettois          | 8,54             | 55 (2022)                         | 6,4                |
| Olmet-et-Villecun                        | 34188      | Olmetois-Villecunois | 9,55             | 166 (2022)                        | 17                 |
| Pégairolles-de-l'Escalette               | 34196      | Pégairollais         | 32,13            | 152 (2022)                        | 4,7                |
| Les Plans                                | 34205      | Planois ou Planols   | 18,12            | 317 (2022)                        | 17                 |
| Poujols                                  | 34212      | Poujolains           | 2,86             | 183 (2022)                        | 64                 |
| Le Puech                                 | 34220      | Puechois             | 15,86            | 260 (2022)                        | 16                 |
| Les Rives                                | 34230      | Rivois               | 23,79            | 151 (2022)                        | 6,3                |
| Romiguières                              | 34231      | Romiguiérois         | 3,45             | 23 (2022)                         | 6,7                |
| Roqueredonde                             | 34233      | Roqueredondais       | 22,71            | 211 (2022)                        | 9,3                |
| Saint-Étienne-de-Gourgas                 | 34251      | Gorgasiens           | 19,43            | 520 (2022)                        | 27                 |
| Saint-Félix-de-l'Héras                   | 34253      | Félissois            | 12,92            | 32 (2022)                         | 2,5                |
| Saint-Jean-de-la-Blaquière               | 34268      | Blaquièrois          | 17,22            | 695 (2022)                        | 40                 |
| Saint-Maurice-Navacelles                 | 34277      | Saint-Mauriciens     | 68,6             | 184 (2022)                        | 2,7                |
| Saint-Michel                             | 34278      | Saint-Michelains     | 25,4             | 60 (2022)                         | 2,4                |
| Saint-Pierre-de-la-Fage                  | 34283      | Saint-Pierrais       | 18,6             | 123 (2022)                        | 6,6                |
| Saint-Privat                             | 34286      | Privatois            | 26,9             | 453 (2022)                        | 17                 |
| Sorbs                                    | 34303      | Sorbois              | 20,2             | 39 (2022)                         | 1,9                |
| Soubès                                   | 34304      | Soubésiens           | 12,35            | 954 (2022)                        | 77                 |
| Soumont                                  | 34306      | Soumontais           | 11,04            | 243 (2022)                        | 22                 |
| Usclas-du-Bosc                           | 34316      | Usclasais            | 4,51             | 248 (2022)                        | 55                 |
| La Vacquerie-et-Saint-Martin-de-Castries | 34317      | Vacquerois           | 43,05            | 202 (2022)                        | 4,7                |

### Démographie
| 1968   | 1975   | 1982   | 1990   | 1999   | 2006   | 2011   | 2016   | 2022   |
| ------ | ------ | ------ | ------ | ------ | ------ | ------ | ------ | ------ |
| 11 494 | 11 590 | 12 413 | 12 008 | 11 836 | 13 402 | 14 418 | 14 563 | 14 824 |

## Administration

### Siège
Le siège de la communauté de communes est situé à Lodève.

### Les élus
Le conseil communautaire de la communauté d'agglomération se compose de 57 délégués, élus pour une durée de six ans, représentant chacun des communes membres.
Ils sont répartis comme suit :
| Nombre de délégués | Communes |
| ------------------ | --- |
| 1                  | Celles, Le Cros, Fozières, Lauroux, Lavalette, Olmet-et-Villecun, Pégairolles-de-l'Escalette, Poujols, Le Puech, Les Rives, Romiguières, Roqueredonde, Saint-Félix-de-l'Héras, Saint-Maurice-Navacelles, Saint-Michel, Saint-Pierre-de-la-Fage, Sorbs, Soumont, Usclas-du-Bosc, La Vacquerie-et-Saint-Martin-de-Castries |
| 2                  | Saint-Jean-de-la-Blaquière, Saint-Étienne-de-Gourgas, Le Caylar, Saint-Privat, Les Plans |
| 3                  | Le Bosc, Soubès |
| 21                 | Lodève |

### Présidence
| Période | Période                       | Identité                 | Étiquette | Qualité                                       |
| ------- | ----------------------------- | ------------------------ | --------- | --------------------------------------------- |
| 2008    | 2017 (décès)                  | Marie-Christine Bousquet | PS        | Maire de Lodève (2008- 2017)                  |
| 2017    | 2020                          | Jean Trinquier           | PS        | Maire du Caylar (2008-2026)                   |
| 2020    | En cours (au 12 juillet 2020) | Jean-Luc Requi           | PS        | Maire de Saint-Étienne-de-Gourgas (2014-2026) |

### Compétences
Enfance - Jeunesse, Petite enfance, Culture, Sport et vie associative, Développement économique, Emploi et Formation, Agriculture et ruralité, Gestion des déchets, Eau, Assainissement, Gestion des rivières, Entretien des sentiers de randonnée et espaces verts, Maison France Services MFS, Numérique, Tourisme.

### Revenu fiscal et budget
La fiscalité de la communauté de communes est la fiscalité professionnelle unique (FPU).